# Museo de Antropología e Historia de Maracay
El Museo de Antropología e Historia del estado Aragua, también conocido comúnmente como Museo de Antropología de Maracay es un museo dedicado a la antropología ubicado en el centro de la ciudad de Maracay, Venezuela. En él se expone principalmente motivos relacionados al arte y cultura de Venezuela y América Latina contemporánea y de la América precolombina. El museo exhibe como uno de sus atractivos la Venus de Tacarigua, una figura precolombina venezolana.
El inmueble fue declarado Monumento Histórico Nacional según Gaceta Oficial n° 32.024 del 11 de julio de 1980.

## Historia
La edificación fue construida en 1930 para los recién creados Banco Agrícola y Pecuario, y Banco Obrero. No obstante, sería inaugurado como museo el 1 de abril de 1965.
Las primeras colecciones apoyadas por el gobierno venezolano fueron dirigidos por Rafael Requena, médico de Juan Vicente Gómez y se mantenían en una antigua casa que era propiedad del prócer venezolano José Antonio Páez en la actual plaza Bicentenaria, a pocos metros del museo de Antropología e Historia de Maracay. La colección provenía de hallazgos arqueológicos liderizados por Julio José Salas, Luis Orama, Walter Dupuy y Alfredo Boulton de estudios realizados en varias propiedades de Gómez, especialmente en Las Matas y en Tocorón. Después de la muerte de Gómez, la colección de Requena fue trasladada al antiguo Museo de Ciencias Naturales de Caracas.
Durante la reforma agraria de los años 1960, varios terrenos de Aragua y Carabobo que rodean al lago de Valencia desenterraban artifices indígenas destruidos por la actividad agraria, en particular en ciertos montículos de tierra en la localidad. Como resultado, el Museo de Ciencias Naturales designa varios expertos, incluyendo Erimar von der Osten, Adelaida de Díaz Ungría y Francisco Tackacs para realizar nuevas investigaciones antropológicas y excavaciones paleontológicas en el río Guacara, las calles del pueblo La Pica y la hacienda Las Matas en Palo Negro. A cargo de la categorización de los hallazgos estaban Henriqueta Peñalver G. y Rafael Salazar quienes, junto a Silvio Uzcátegui, comisionado del Ministerio de Relaciones Interiores, decretaron la zona del Lago de Valencia como Monumento Nacional en diciembre de 1964, publicado en la Gaceta Oficial con el número de Decreto 27608.
Como consecuencia del Terremoto de Caracas de 1967, la sede del Museo de Ciencias Naturales de Caracas es derribada y su colección de Aragua y Carabobo se reúnen junto con las colecciones de varios establecimientos satélites en la avenida Las Delicias de Maracay en el antiguo edificio del difunto Banco Agrícola y Pecuario en el centro de la ciudad.
El Museo de Antropología e Historia fue abierto al público por primera vez el 1 de abril de 1965, Por medio del Decreto Oficial N.º 102-1, el entonces Gobernador del Estado Aragua Ildegar Pérez Segnini, acuerda la creación del “Instituto de Antropología e Historia del Estado Aragua”, asumiendo el cargo Directivo la Antropóloga e Historiadora líder de los proyectos arqueológicos en Aragua Henriqueta Peñalver Gómez. Se describe en el documento que se tenía como meta una labor orientadora y cultural. En diciembre de 1965, se inauguró el Museo de Antropología en la sede donde funcionaba el antiguo Banco Agrícola y Pecuario, un edificio histórico construido entre 1929 y 1931 con detalles arquitectónicos de Carlos Raúl Villanueva. El edificio, ubicado en la calle Mariño del centro de Maracay, fue luego declarada patrimonio histórico en la Gaceta Oficial N.º 32.024 del 11 de julio de 1980.

### Edificio
El diseño arquitectónico del edificio donde se encuentra el museo antropológico de Maracay fue elaborado por los arquitectos franceses Jacques Henri Lambert, Gustave Saacké y Pierre Bailly. Los planos fueron posteriormente modificados por el Ministerio de Obras Públicas venezolano a través de la Dirección Técnica a cargo del ingeniero Roberto López Orta y sus dibujantes César Curiel, J. Walter y V. Yavorski. La arquitectura y diseño de la fachada y otros detalles del edificio aparecieron por la intervención del célebre arquitecto Carlos Raúl Villanueva por causa de quien se perciben aún los arcos del arte mudéjar en la fachada, así como varias composiciones bajo las antiguas normas del academicismo. El museo está caracterizado, como muchas de las obras gomecistas, por tener un patio andaluz.

## Exhibiciones permanentes
El museo cuenta con una colección de hallazgos arqueológicos precolombinas obtenidas en diversas excavaciones durante la urbanización de la ciudad a partir de los años 1890 en la época del entonces presidente de Venezuela Antonio Guzmán Blanco. Parte de la colección de las salas de arqueología exhibe aproximadamente 270 urnas funerarias con restos óseos de la cultura de los indígenas que habitaban el valle de Tacarigua para el momento de la conquista hispánica, entre quienes se caracterizaban los ritos de los entierros que realizaban, consistente en el doble enterramiento. Parte de esa exhibición están ubicados varios tipos de cerámica localizados en los entierros primarios y secundarios encontrados en los cementerios indígenas que rodeaban la cuenca del Lago de Valencia.
Otra sección del museo es el Salón Victoria, dentro del cual se encuentra la exhibición conocida como Presencia de Juan Vicente Gómez, con varios objetos que pertenecieron al general Juan Vicente Gómez y su era, la cual transformó socialmente a la ciudad de Maracay a principios del siglo XX. Conserva también de manera permanente diversa imaginería religiosa, obras pictóricas y, en la exhibición Presencia de Simón Bolívar, documentos relacionados con el Libertador de Venezuela Simón Bolívar.

## Exhibiciones temporales
Con frecuencia el museo abre la sala itinerante en el área central para la exhibición de las creaciones de cultores y artistas de la región central del país. El museo ha sido también sede del Encuentro de Comunidades Indígenas de Venezuela y otros eventos de intercambio cultural y exhibición de creaciones indígenas como el encuentro fotográfico «Iconografías del Caribe».

## Recuperación
La falta de mantenimiento de las estructuras históricas que caracterizó a los años 1990 y 2000 afectó al Museo de Antropología e Historia de Maracay, por lo que se deterioró considerablemente. A partir de iniciativas en el año 2009, el gobierno del estado Aragua, por medio del decreto oficial 1477, inició el proceso de recuperación, guarda y custodia del museo. Sin embargo en la actualidad muy a pesar del decreto de recuperación, el museo se encuentra en un total abandono, muestra de ello las enormes fracturas estructurales que se pueden observar , los yesos y frisos que se caen a pedazos y los pisos han perdido muchas de sus cerámicas originales, gracias a la labor de los artesanos que permanecen en gran parte a sus alrededores, el museo todavía puede contar con los pasillos para las personas que transitan a diario a la sombra de sus techos. 
Expertos del Museo de Arte Contemporáneo Mario Abreu ofrecen continuo apoyo para mantener las reliquias del pasado.

## Ubicación
El Museo de Antropología e Historia de Maracay se encuentra en la Avenida Miranda en el centro de Maracay. En su costado este se encuentran negocios sobre la calle Mariño, incluyendo la sucursal del Banco de Venezuela. Por el oeste transcurre la calle Soublette y por el norte limita con la plaza Girardot de la cual está separada por un boulevard peatonal. La avenida Bolívar de Maracay recorre de este a oeste el centro de la ciudad y provee varias intersecciones para dar acceso al museo, principalmente la calle Mariño. El museo no cuenta con estacionamiento propio ni con paradas de buses directas. Con pocas excepciones, todas las rutas comunales de Maracay tienen acceso a la avenida Bolívar y permiten paradas frente a la plaza Girardot provenientes del oeste o frente a la plaza Bicentenaria para las rutas del este.